# Дятел трипалий

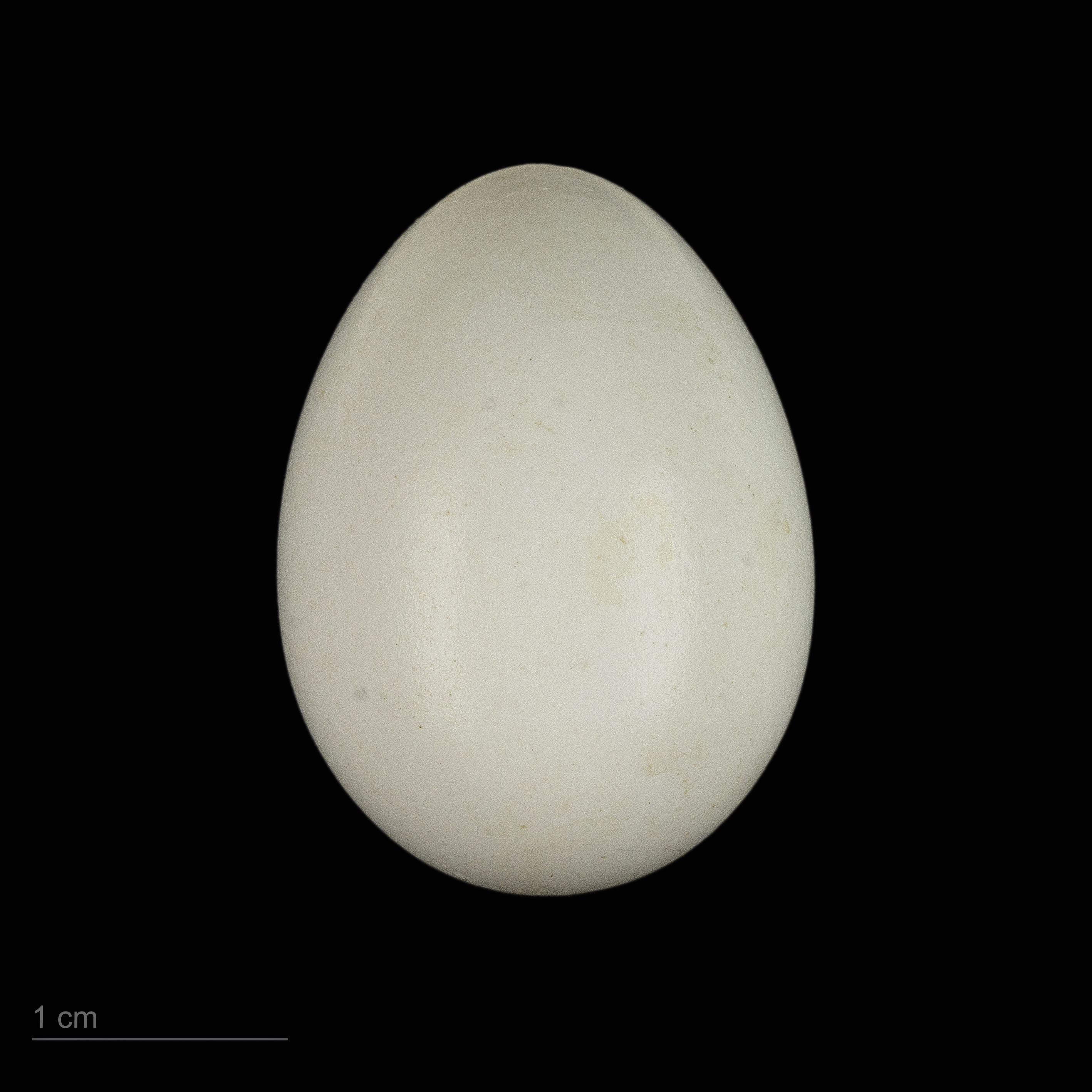
яйце Picoides tridactylus - Тулузький музей

Дятел трипалий (Picoides tridactylus) − лісовий птах родини дятлових (Picidae). Один з 2-х видів роду; єдиний вид у фауні України. В Україні гніздовий осілий вид.

## Опис

### Морфологічна характеристика
Менший від дятла звичайного. Забарвлення строкате, чорне з білим. У дорослого самця на тім'ї жовта «шапочка»; горло і шия спереду білі; решта шиї з білими і чорними поздовжніми смугами; спина і поперек білі; верхні покривні пера крил і надхвістя чорні; низ білий, з чорними поздовжніми смугами спереду на боках тулуба і поперечними − ззаду; махові пера чорні, з білими плямами, які на розгорнутих крилах утворюють смуги; хвіст чорний, цупкий, загострений, крайні стернові пера білі з чорними смугами; дзьоб темно-сірий; ноги трипалі, темно-сірі; райдужна оболонка ока коричнева. У дорослої самки, яка подібна до дорослого самця, тімʼя чорне з білими рисками. Молодий птах схожий на дорослого самця, але оперення верху з бурим відтінком; низ строкатіший. Маса дорослого птаха: 51-69 г, довжина тіла: 10-240 мм, розмах крил: 125—132 мм. Від решти дятлів відрізняється цілком білою спиною та трьома пальцями на нозі, а дорослий самець і молодий птах − також жовтою «шапочкою».

### Голос
Досить мовчазний та у порівнянні з іншими дятлами володіє збідненим репертуаром. Звичайний поклик, який видається протягом року − м'яке «тюк» або «тік» − нижче, ніж у великого строкатого дятла, але вище, ніж у білоспинного. На початку сезону розмноження видає щебечучи або стрекочучи звуки, більш тихі та м'які, ніж у великого строкатого дятла. Барабанять обидві статі, самки у меншому ступені.

### Систематика
Вид включає 5 підвидів, не враховуючи північноамериканської популяції яку раніше було виділено у окремий вид Picoides dorsalis :
- P. t. tridactylus (Linnaeus, 1758) − в Україні зустрічається на Поліссі;
- P. t. crissoleucus (Reichenbach, 1854);
- P. t. albidior Stejneger, 1885;
- P. t. alpinus C. L. Brehm, 1831 − в Україні зустрічається в Карпатах;
- P. t. funebris J. Verreaux, 1870.

## Ареал виду та його поширення в Україні
Область поширення − смуга хвойних та мішаних лісів Євразії від Скандинавії та Центральної Європи на схід до Камчатки, Сахаліну, Хоккайдо та Корейського півострова. В центральних областях Європи ареал спорадичний: гірські масиви Альп, Татр, Карпат і Балкан. В Україні гніздиться в Карпатах та з 2004 р. на Поліссі (ліси півночі Житомирської, Рівненської і Волинської областей).

## Чисельність і причини її зміни
Європейська популяція оцінюється у 450−1100 тис. пар.. В Україні чисельність становить 300—320 пар. З них 290—300 пар гніздиться в Карпатах і 10-20 пар — на Поліссі. Основна кількість гніздових пар знаходиться у національному природному парку «Синевир» і прилеглих заказниках Ґорґан (70-120 пар), Карпатському біосферному заповіднику (85 пар). Чисельність виду у лісах Карпат скорочується, і в наш час[коли?] становить 3-4 пари на 100 км² (Чорногора), раніше (1940—1960 рр.) — 10-26 пар на 100 км². Причини зміни чисельності: скорочення площ стиглих лісів, ліквідація ділянок сухостійних дерев і згарищ.

## Особливості біології
Осілий птах, взимку кочовий. Заселяє стиглі і пристигаючі ліси переважно тайгового типу, надає перевагу ділянкам з сухостійними деревами. В Центральній та Східній Європі оселяється у гірській місцевості у проміжку між 650 та 1900 м над рівнем моря. Моногам. Статева зрілість настає наприкінці першого року життя. Гніздовий період триває з квітня по липень. Гніздиться у дуплах дерев. Діаметр дупла 8−14 см, глибина дупла 20−35 см, діаметр льотка 4−5 см. У кладці 3-7 видовжених білуватих яєць з блискучою шкаралупою. Розміри яєць: 21−28 х 17−21 мм. Відкладання яєць відбувається у травні — червні. Насиджування триває 19-25 діб. Пташенята з'являються в кінці травня − кінці червня.
Живиться комахами, головним чином личинками та лялечками ксилофагів. Серед жуків переважають короїди та вусачі.

## Охорона
Охороняється Бернською конвенцією (Додаток ІІ). Згідно з класифікацією видів загальноєвропейської природоохоронної значимості має категорію SPEC3, статус «Рідкісний». Внесений до Червоної книги України (2009) (статус − вразливий). В Україні охороняється у Карпатському біосферному, Поліському, Рівненському і Черемському природних заповідниках та національних природних парках: Карпатський, «Гуцульщина», «Синевир». З метою ефективнішої охорони необхідно створювати заказники і пам'ятки природи, заборонити усі види рубок лісу, прокладання туристських маршрутів у місцях концентрації виду.